# Евріпіла (цариця амазонок)
Евріпіла (дав.-гр. Εὐρυπύλη) — в давньогрецькій міфології цариця амазонок, яка, за деякими джерелами, була пов'язана з нубійськими амазонками. Вона очолювала експедиції проти Ніневії та Вавилону приблизно в 1760 до н. е.. 
Євстафій Солунський у своїх коментарях до твору Діонісія Перієгета зазначав, що Евріпіла захопила Вавилон, щоб захистити його красу. Її розлютили трансформації, які були проведені там царицею Семірамідою.

## Вплив у мистецтві
У 1979 році американська феміністична художниця Джуді Чикаго включила Евріпілу до своєї відомої інсталяції The Dinner Party (Святкова вечеря), яка зараз експонується у Бруклінському музеї. Вона є однією з 1 038 жінок, представлених у цьому творі, а її ім'я входить до числа 999 імен, викарбуваних на постаменті інсталяції. Евріпіла асоціюється з амазонками та займає сьоме місце в першому крилі столу.